# Едигей

Золота орда за Едигея

Едиге́й, Єдигей, Ідигу, Ідику, Ідюкю (близько 1345—1419) — емір кипчацького племені мангитів з лівого (кок-ординського) крила улусу Джучі (старшого сина Чингісхана). Голова уряду («емір емірів») і беклярбек Золотої Орди за правління ханів Тимур-Кутлука (1396–1400), Пулада (1407–1410), Тимура (1410), Чокре (1414–1416) і Дервіша (1417–1419), фактичний розпорядник країни. Засновник династії, що очолила Ногайську Орду. Його прямими нащадками по чоловічій лінії були московські князі Урусови й Юсупови.

## Біографія
Походив з племені мангит. Син Балтичака, беклярбека при Темір-Меліку, хану Білої Орди. Уперше згадується в джерелах 1376 як емігрант при дворі правителя Мавераннахру Тимура (Тамерлана) і прибічник кок-ординського царевича Тохтамиша, який розпочав боротьбу за ханський трон.
У середині 1380-х років організував змову проти хана Тохтамиша, маючи намір посадити на джучидському троні царевича Тимур-Кутлука, який спирався на знать Нижнього Поволжя. Змовників було викрито, й Едигей разом з Тимур-Кутлуком знову знайшов притулок у Тимура.
1391 року, під час походу Тимура проти Золотої Орди, Едигей вернувся у свої володіння, де заснував Мангитський юрт на р. Яїк (нині р. Урал), що за часів сина Едигея Нурадіна (1426—1440) дав початок Ногайській орді. Імовірно, він тоді й розгорнув ісламізацію підвладних йому східних степів.
Після остаточного розгрому Тохтамиша Тамерланом (1395) Едигей проголосив ханом Тимур-Кутлука. За кілька років йому вдалося подолати суперників Тимур-Кутлука в боротьбі за ханський трон і стабілізувати внутрішньополітичний стан Золотої Орди. Зокрема, 1399 Едигей і Тимур-Кутлук завдали нищівної поразки військам Вітовта і Тохтамиша у битві на Ворсклі.
1406, переслідуваний військом Едигея, Тохтамиш загинув біля татарської ставки Чинга-Тура (сучасна Тюмень, Росія) у Західному Сибіру.
1407 Едигей організував похід проти Тохтамишевича Джалал-ад-Діна, проголошеного ханом у Булгарі.
1408 напав на Московію, щоб примусити її знову платити данину, спустошив Серпухов, Дмитров, Ростов Великий, Переяславль, Нижній Новгород, спалив Москву, але захопити її не зміг.
У 1410-х роках вів тривалі й запеклі війни з Великим князівством Литовським, щоб повернути Орді українські землі Дніпровського правобережжя і лівобережжя.
Навесні 1416 року з великим військом напав на Київ, спалив Печерський монастир, старе місто, але Київський замок захопити не зміг. Битви з ординцями тривали до кінця року і, урешті-решт, ординці були змушені залишити Київщину та Поділля. Головною опорою Вітовта в боротьбі з Едигеєм стали Тохтамишевичі, які мали своїх прихильників у Орді й сперечалися за права з підтримуваними Едигеєм Тимур-Кутлуковичами. Виснажений війнами, Едигей 1418 року запропонував Вітовтові мир і союз проти Тохтамишевичів. Загинув у битві з Кадир-Берди, сином Тохтамиша. Правління Едигея було спробою кок-ординської аристократії утримати Золотоординську державу від занепаду і децентралізації, повернути їй втрачені панівні позиції у Східній Європі. Після смерті Едигея Золота Орда остаточно розпалася на кілька ханств.

Ілюстрації походів Єдигея з «Лицевого литописного зводу»
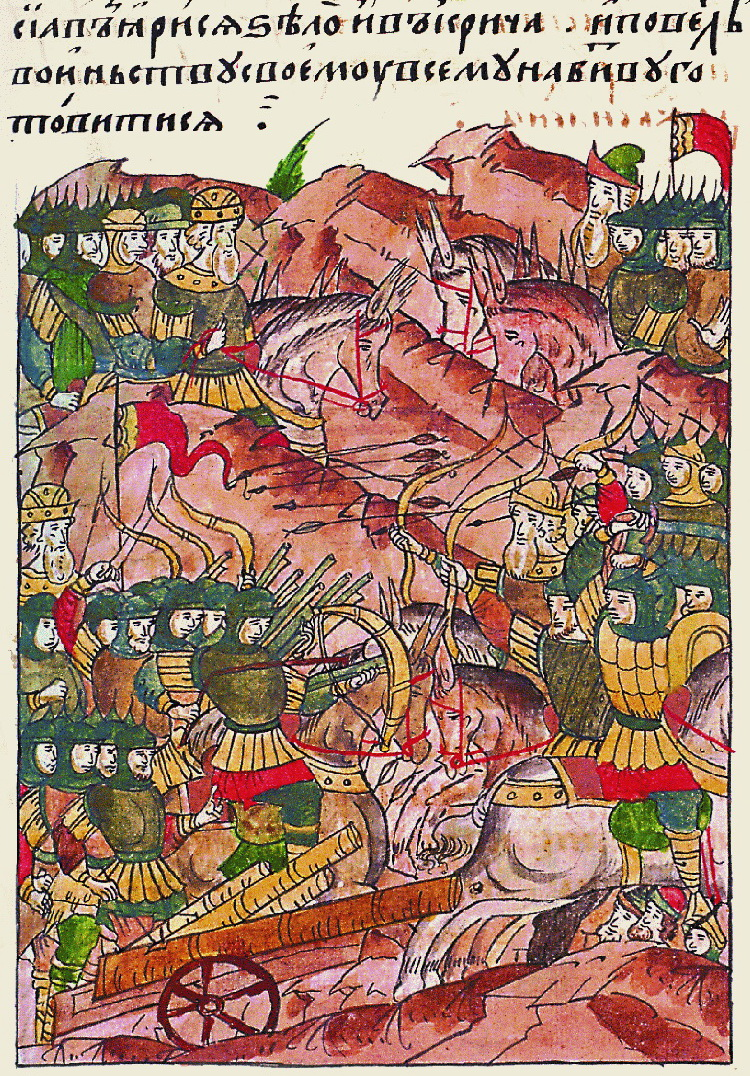
Битва на Ворсклі 1399 року
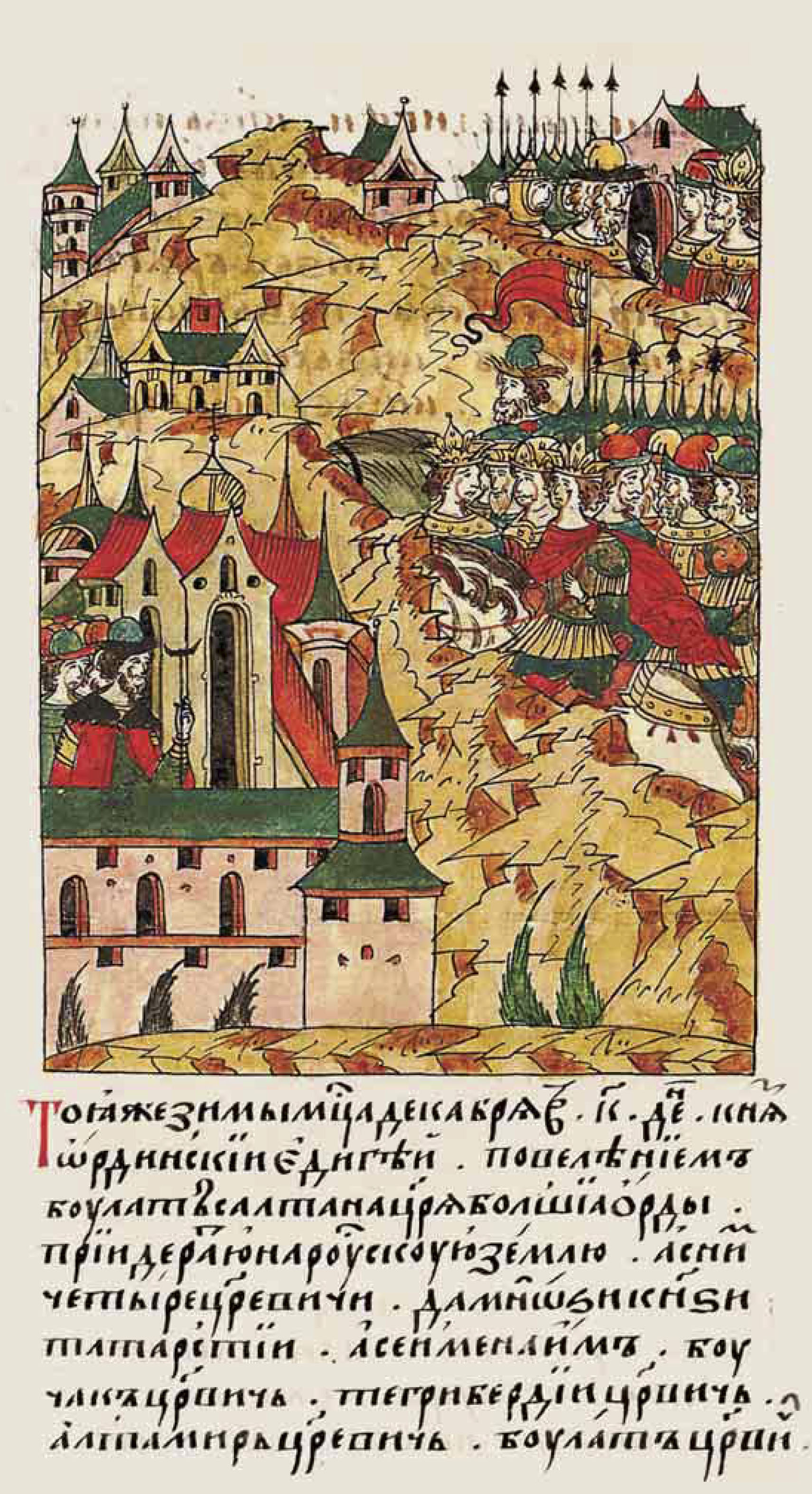
Похід на Москву 1408 року
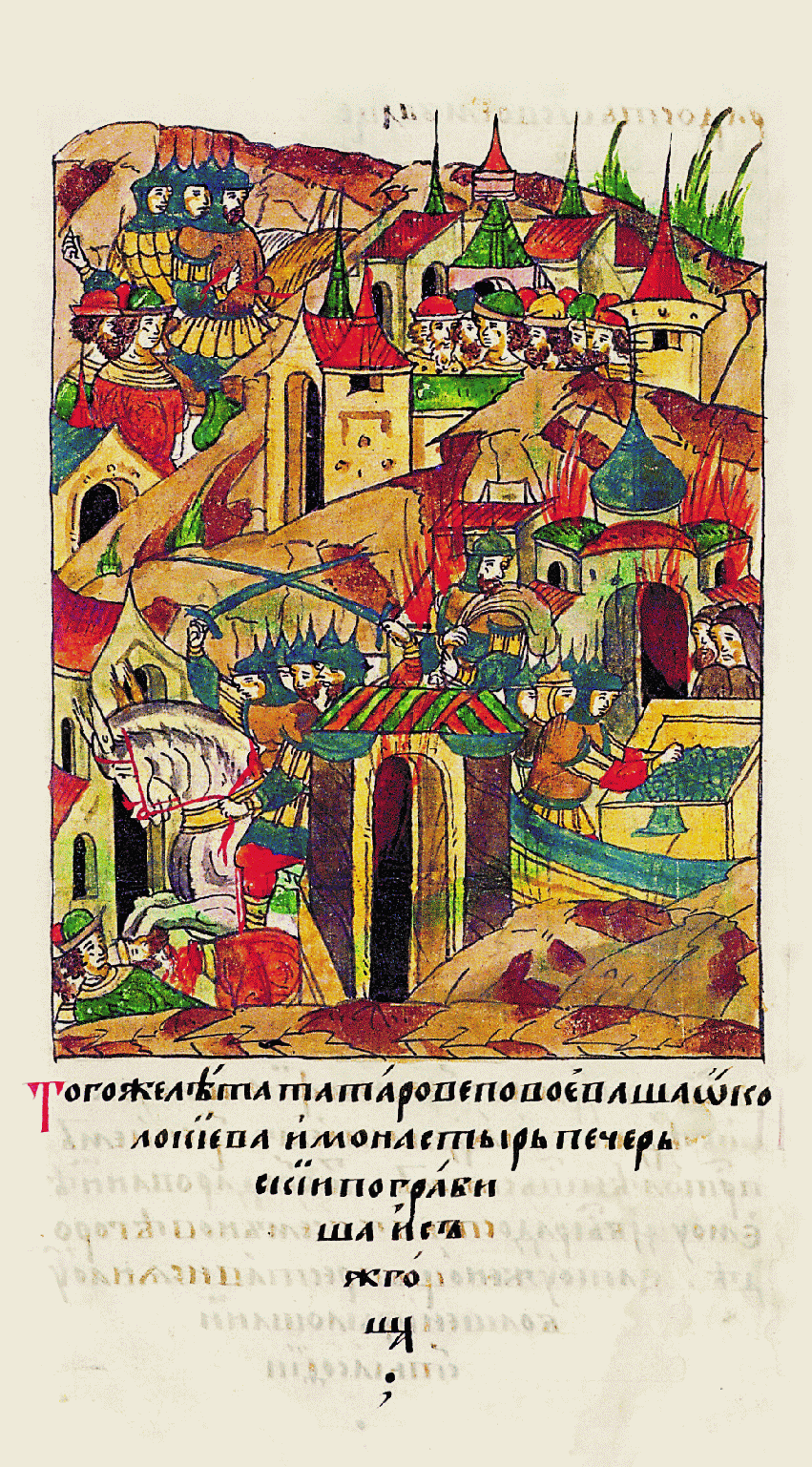
Спалення Києва 1416 року

## Цікаві факти
Польський письменник-детективіст Єжи Едігей (Jerzy Edigey; справжнє прізвище — Корицький) узяв собі такий псевдонім, за однією з версій, на честь хана Едигея, від якого вів свій родовід за лінією матері.